# Castillo de Mondújar
El castillo de Mondújar es una fortaleza de época musulmana tardía, situada sobre un cerro elevado, llamado del Castillejo, junto al actual pueblo de Mondújar, municipio de Lecrín, provincia de Granada, comunidad autónoma de Andalucía, España, cerca de la carretera A-44 entre Granada y Motril.
Cartográficamente se localiza en MME, E.1/50.000, hoja 1.041, cuadrícula 452-453/4089-4090.

## Descripción
Está situado a 879 m de altitud, con planta poligonal irregular, permaneciendo aún en pie varios lienzos de muros, especialmente en sus lados norte y este, realizados en mampostería, utilizando los cortados existentes entre las rocas para cerrar el espacio interior. En la zona noroeste se encuentran restos de una torre trapezoidal, en cuyo interior se conserva el acceso original al castillo, con puerta de doble recodo en rampa, con obra en ladrillo y mampuesto, y con diversas ventanas y cinco saeteras, posiblemente de época cristiana.
Existe en el interior un gran aljibe, con lados de 7,40 x 7,48 x 4,77 x 4,12 metros, con restos de la arcada de la bóveda de ladrillo y del brocal. Se perciben, además, un gran número de restos de distintos habitáculos, algunos con bóveda.

## Datación
Los arqueólogos han datado la obra en época nazarí, y se sabe que permaneció ocupado tras la conquista castellana, aunque para 1555 se encontraba ya abandonado y en ruinas. La datación más generalizada es de mediados del siglo XV y se atribuye al rey Muley Hacen, penúltimo Rey de Granada, que supuestamente, lo construyó para retirarse a él junto con su mujer, Isabel de Solís, conocida en el mundo islámico como Zoraya, tras su abdicación en Boabdil. En un cerrillo cercano, se enterraron los restos de todos los reyes de la dinastía nazarí, trasladados conforme a lo previsto en las Capitulaciones firmadas en Santa Fe desde sus tumbas originarias de la Rauda Real de la Alhambra.